# Cerapachys brevis
Cerapachys brevis é uma espécie de formiga do gênero Cerapachys.